# Off to the Races
„Off to the Races” este un cântec al cântareței Americane Lana Del Rey. Piesa a aparut prima data pe EP-ul ei care îi poarta numele, piesa a fost relansată pe al doilea album de studio Born to Die (2012). Piesa a fost scrisă de Del Rey și Tim Larcombe. Emile Haynie și Patrik Berger au produs piesa. A fost lansat în Regatul Unit ca single-ul saptamanii de pe iTunes pe data de 20 decembrie 2011. În Olanda „Off to the Races” a fost lansat pe cale digitală pe data de 6 ianuarie 2012.

## Lista pieselor
Descărcare digitală
1. „Off to the Races” – 5:01

## Clasamente
| Clasament (2012)                                         | Poziție maximă |
| -------------------------------------------------------- | -------------- |
| Statele Unite ale Americii (Alternative Songs Billboard) | 22             |
| Statele Unite ale Americii (Hot Rock Songs Billboard)    | 40             |